# International Society for Photogrammetry and Remote Sensing
Die International Society for Photogrammetry and Remote Sensing (ISPRS) (de: Internationale Gesellschaft für Photogrammetrie und Fernerkundung) ist eine regierungsunabhängige Organisation zur Entwicklung der internationalen Zusammenarbeit, zur Förderung der Kenntnisse, der Forschung, Entwicklung, Ausbildung und Schulung in Photogrammetrie, Fernerkundung und den raumbezogenen Informationswissenschaften, ihrer Integration und Anwendungen als Beitrag zum Wohle der Menschheit und der Erhaltung der Umwelt.

## Geschichte der deutschen Sektion
Der deutsche Zweig der ISPRS entwickelte sich aus der anfänglich 1909 gegründeten „Deutschen Gesellschaft für Photogrammetrie“ heraus. Ab 1976 firmierte sie als „Deutsche Gesellschaft für Photogrammetrie und Fernerkundung e. V. (DGPF)“. 1980, am 14. Internationalen Kongreß für Photogrammetrie in Hamburg, übernahm auch die internationale Gesellschaft den Zusatz „Fernerkundung“. 2002 wurde der Name der deutschen Gesellschaft erweitert zu „Deutsche Gesellschaft für Photogrammetrie, Fernerkundung und Geoinformation (DGPF)“.